# Paolo Soleri
Paolo Soleri (* 21. Juni 1919 in Turin; † 9. April 2013 in Scottsdale, Arizona) war ein italienischer Architekt, der Erfinder der Arcology-Bewegung (Arcology ist eine Wortkreuzung aus architecture und ecology) und Erbauer von Arcosanti.

## Leben
Soleri wurde 1919 in Turin geboren. 1933 floh die Familie vor dem italienischen Faschismus ins französische Grenoble. Hier besuchte Soleri zunächst die „École d'Art Industriel“. Zwischen 1935 und 1939 setzte der junge Soleri seine Ausbildung an der Turiner „Academia Albertine“ im „Liceo Artistico“ fort. 1941 wurde er vom bekannten Turiner Polytechnikum, dem Politecnico di Torino, aufgenommen und schloss sein Studium mit Promotion in Architektur ab.
1947 besuchte er die USA und verbrachte ein eineinhalbjähriges Praktikum bei Frank Lloyd Wright in Taliesin West in Arizona sowie in Taliesin in Spring Green, Wisconsin. Während seines Aufenthaltes erfuhr er internationale Beachtung durch den Entwurf einer Brücke, die in dem Buch „The Architecture of Bridges“ von Elizabeth Mock veröffentlicht wurde.
Er kehrte 1950 nach Italien zurück und erhielt einen Auftrag zum Bau der großen keramischen Fabrik „Ceramica Artistica Solimene“ in Vietri Sul Mare. Soleri studierte die Herstellung von Keramik, die ihm später sehr von Nutzen wurde.

## Arizona
1956 siedelte er mit seiner Familie nach Scottsdale, Arizona um. Soleri und seine Frau Colly widmeten sich Forschungsprojekten und dem experimentellen Städtebau. Sie gründeten hierzu eine Stiftung namens Cosanti-Stiftung. In dieser entwickelte er „Wrights Theorien vom Bauen und Leben in der Natur weiter, Esoterik mit eingeschlossen, und brachte sie in die Zeit von Ölkrise und Zivilisationsskepsis.“ Soleris Philosophie und Arbeit zeigte starke Einflüsse der Jesuitischen Paläontologie und des Philosophen Pierre Teilhard de Chardin.

## Zukunftsstadt "Arcosanti"

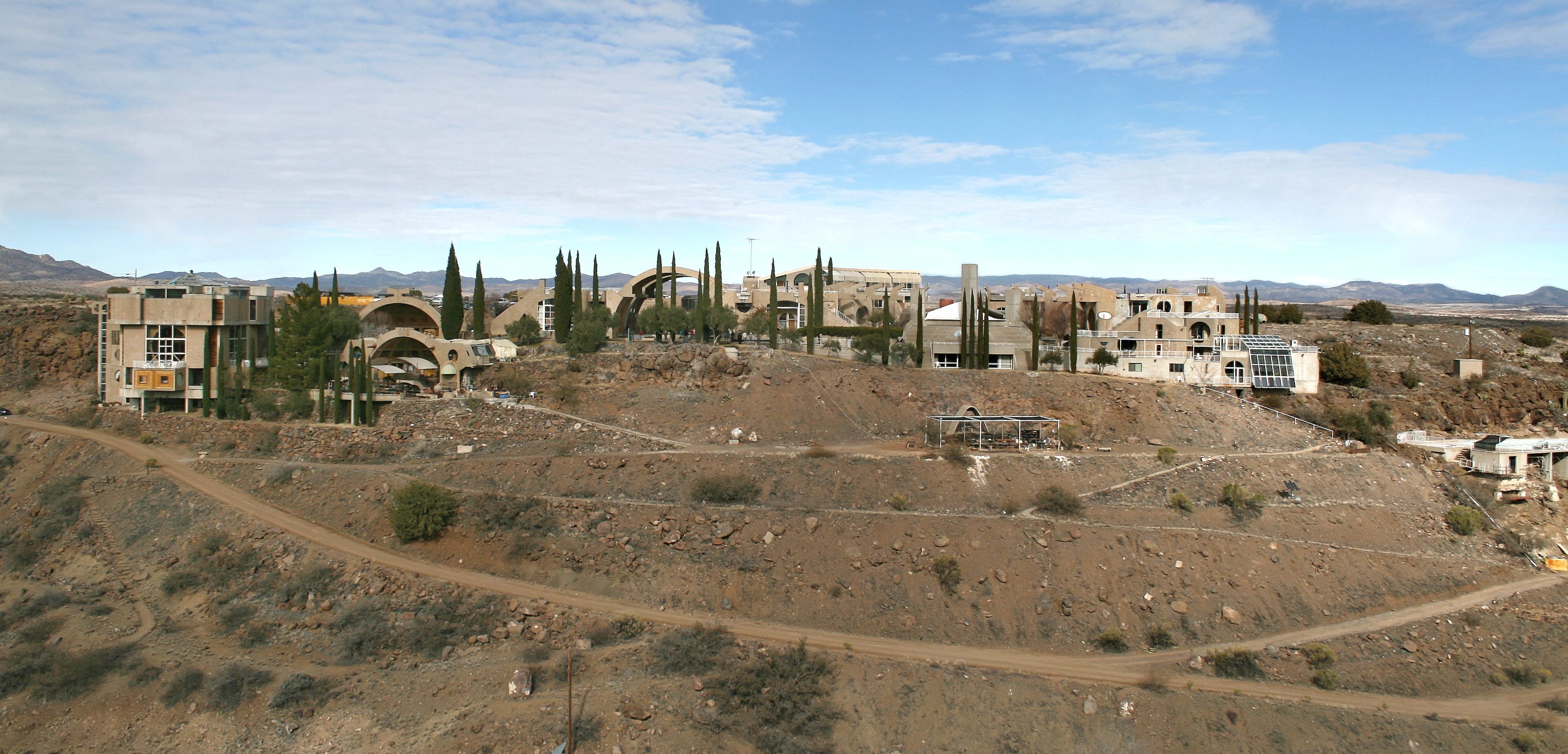
Arcosanti 2007

Das Hauptprojekt der Solerischen Stiftung wurde Arcosanti, eine Stadt für 5.000 Einwohner, die Soleri entworfen hatte. Dabei ging es ihm „nicht nur ums Bauen, sondern um eine Utopie gemeinschaftlichen, unentfremdeten Lebens.“ Die Stadt wird seit 1970 rund 100 Kilometer nördlich von Phoenix gebaut. Seit Baubeginn haben ca. 6.000 Sympathisanten Soleri bei dem Bau der Stadt unterstützt. Der Bautenstand beträgt 2005 ca. 1 % der geplanten Bauten.

## Lehre und Wirken
Die Arbeiten von Paolo Soleri wurden weltweit ausgestellt und sind Vorreiter der heutigen Diskussion zur Nachhaltigkeit des Planens und Bauens.
Seit 1984 war Soleri Professor an der Arizona State University. Er hat einige Bücher sowie zahlreiche Essays und Aufsätze veröffentlicht.
Im Herbst 2011, im Alter von 92 Jahren, zog sich Soleri von allen Ämtern und Funktionen zurück. Er starb am 9. April 2013.

## Preise und Auszeichnungen
Soleri wurde Mitglied bei der „Graham Foundation“ und der „Guggenheim Foundation“. Er erhielt mittlerweile mehrere Ehrendoktorate für seine Werke. 1963 wurde er bereits mit der Goldmedaille des American Institute of Architects (AIA) ausgezeichnet. 1981 erhielt er die Goldmedaille der „World Biennale of Architecture“ auf der INTERARCH in Sofia, Bulgarien, die Silbermedaille der „Academie d'Architecture“ in Paris. Internationale Beachtung fand das 1984 durchgeführte „Internationales Architektur Symposium ‚Mensch und Raum‘“ an der TU Wien, an dem neben Paolo Soleri beispielsweise Bruno Zevi, Dennis Sharp, Pierre Vago, Jorge Glusberg, Otto Kapfinger, Frei Otto, Justus Dahinden, Ernst Gisel, Ionel Schein u. a. teilnahmen.

## Schriften
- Paolo Soleri: "Arcology: City in the Image of Man", MIT Press 1970, ISBN 0-262-19060-5
- Paolo Soleri: "Life Time Furniture Cloister Styles", Gibbs Smith 1984, ISBN 0-87905-415-8
- Paolo Soleri: "Arcosanti. Labor für Öko-Urbanität", 1988, ISBN 3-85914-343-3
- Paolo Soleri: "The Urban Ideal: Conversations with Paolo Soleri", Berkeley Hills Books 2001, ISBN 1-893163-28-8